# 3527 McCord
A 3527 McCord (ideiglenes jelöléssel 1985 GE1) a Naprendszer kisbolygóövében található aszteroida. Edward L. G. Bowell fedezte fel 1985. április 15-én.